# Пілотська премія
Піло́тська пре́мія (швед. Pilotpriset) — це літературна нагорода, яку у 1985–1999 щороку присуджували «за видатну літературну творчість шведською мовою». Грошовий еквівалент премії, яку заснувала японська фірма «Пайлот корпорейшн» (Pilot Corporation), становив 150 000 шведських крон
У 2000 році премію скасували під приводом того, що треба оновити її засади.

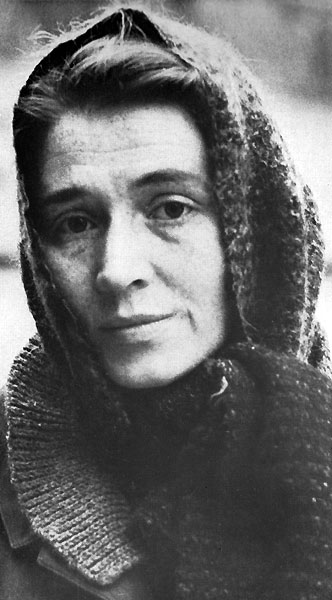
Біргітта Троціґ, лауреатка 1985 року

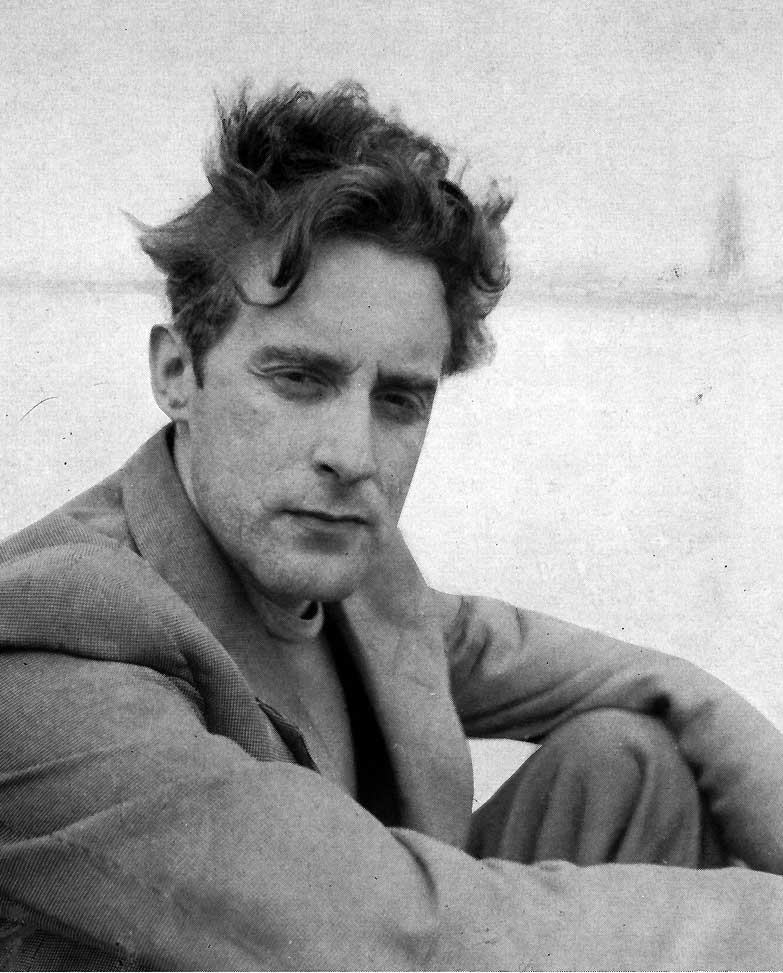
Вернер Аспенстрем, лауреат 1991 року

| Рік  | Лауреат           |
| ---- | ----------------- |
| 1985 | Біргітта Троціґ   |
| 1986 | Свен Дельбланк    |
| 1987 | Ларс Юлленстен    |
| 1988 | Томас Транстремер |
| 1989 | Улоф Лагеркранц   |
| 1990 | Віллі Чюрклунд    |
| 1991 | Вернер Аспенстрем |
| 1992 | Ларс Фуршелль     |
| 1993 | Карл Веннберг     |
| 1994 | Ларс Нурен        |
| 1995 | Керстін Екман     |
| 1996 | Ларс Ґустафссон   |
| 1997 | Ульф Лінде        |
| 1998 | Бу Карпелан       |
| 1999 | Сара Лідман       |